# Anton Allemann
Anton Allemann   (Solothurn, 6 de gener de 1936 - Klosters-Serneus, 3 d'agost de 2008), també conegut com a Toni Allemann, fou un futbolista suís de la dècada de 1960.
Fou 27 cops internacional amb la selecció suïssa amb la qual participà en la Copa del Món de futbol de 1962.
Pel que fa a clubs, defensà els colors de BSC Young Boys, A.C. Mantova, PSV Eindhoven, 1. FC Nürnberg i Grasshopper-Club Zúric.

## Referències

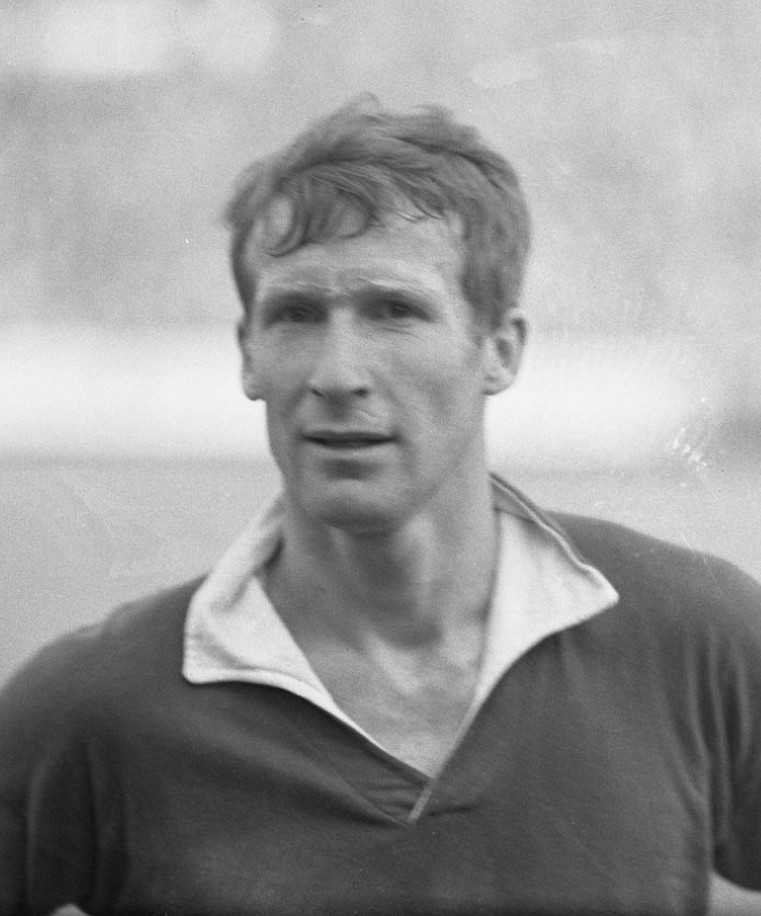
Anton Allemann el 1963.